# Liste der Biografien/Dad
Liste der Biografien |
Portal Biografien |
Personensuche
# |
A |
B |
C |
D |
E |
F |
G |
H |
I |
J |
K |
L |
M |
N |
O |
P |
Q |
R |
S |
T |
U |
V |
W |
X |
Y |
Z |
?
 
Da |
Db |
Dc |
Dd |
De |
Dg |
Dh |
Di |
Dj |
Dk |
Dl |
Dm |
Dn |
Do |
Dq |
Dr |
Ds |
Du |
Dv |
Dw |
Dy |
Dz
 
Daa |
Dab |
Dac |
Dad |
Dae |
Daf |
Dag |
Dah |
Dai |
Daj |
Dak |
Dal |
Dam |
Dan |
Dao |
Dap |
Daq |
Dar |
Das |
Dat |
Dau |
Dav |
Daw |
Dax |
Day |
Daz
Die Liste der Biografien führt alle Personen auf, die in der deutschsprachigen Wikipedia einen Artikel haben. Dieses ist eine Teilliste mit 89 Einträgen von Personen, deren Namen mit den Buchstaben „Dad“ beginnt.

## Dad
- Dad, Ali (* 1964), afghanischer Ringer

### Dada
- Dada Hirezi, Héctor Miguel Antonio (* 1938), salvadorianischer Politiker
- Dada, Fola (* 1977), deutsche Pop- und Jazz-Sängerin, Gesangslehrerin und HochschuldozentinFola Dada (* 1977)

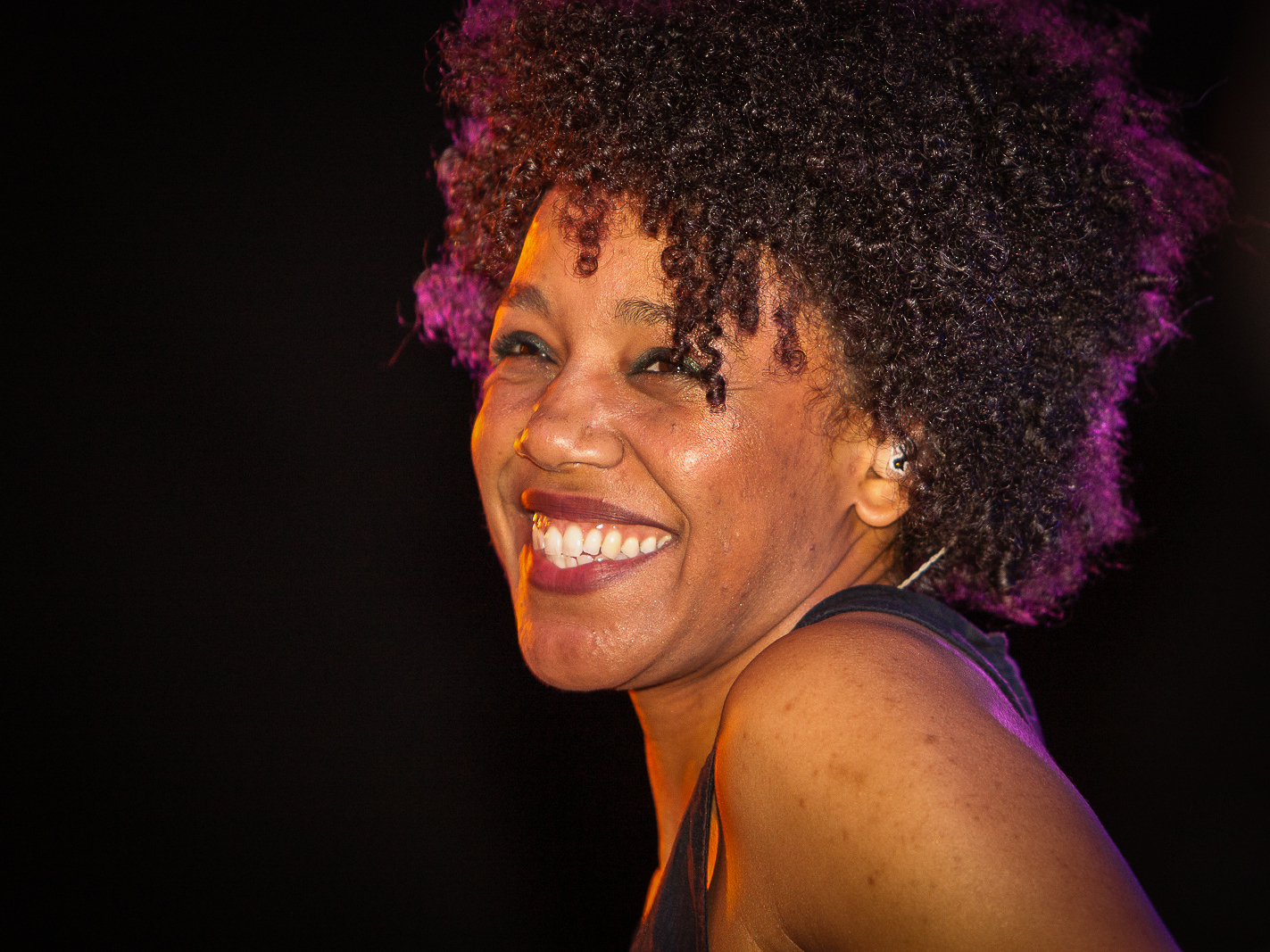
Fola Dada (* 1977)

- Dada, Nayyar Ali (* 1943), pakistanischer Architekt
- Dadaczynski, Kevin (* 1980), Gesundheitswirt und Hochschullehrer
- Dadae, Bob (* 1961), papua-neuguineischer Politiker
- Dadaglio, Luigi (1914–1990), italienischer Geistlicher, Kurienkardinal der römisch-katholischen Kirche
- Dadajan, Romela N. (* 1951), arzachische Politikerin der Partei Freie Heimat
- Dadák, Jiří (1926–2014), tschechoslowakischer Hammerwerfer
- Dadak, Michael (* 1958), österreichischer Politiker der Freiheitlichen Partei Österreichs (FPÖ)
- Dadakdeniz, Mehmet Ataberk (* 1999), türkischer Fußballtorhüter
- Dadam, Peter (* 1949), deutscher Informatiker und Hochschullehrer
- Dadamaino (1930–2004), italienische Künstlerin
- Dadamo, Jeff (* 1989), US-amerikanischer Tennisspieler
- Dadant, Charles (1817–1902), französischer Imker und Mitbegründer der modernen Bienenzucht
- Dadaschew, Maxim Kaibchanowitsch (1990–2019), russischer Boxer
- Dadashi, Rouhollah (1982–2011), iranischer Powerlifter, Bodybuilder und Strongman
- Dadashov, Renat (* 1999), aserbaidschanisch-deutscher Fußballspieler
- Dadashov, Rufat (* 1991), aserbaidschanisch-deutscher Fußballspieler
- Dadaşov, Fəxrəddin (* 1950), aserbaidschanischer Kamantschespieler
- Dadaşova, Brilliant, aserbaidschanische Popsängerin
- Dadaşova, Elnarə (* 1952), aserbaidschanische Komponistin und Musikpädagogin
- Dadaxoʻjayeva, Kamila (* 1983), usbekische Tennisspielerin
- Daday, Eugen von (1855–1920), ungarischer Zoologe

### Dadd
- Dadd, Ellie (* 2005), britische Schauspielerin
- Dadd, Richard (1817–1886), englischer Maler des viktorianischen Zeitalters
- D’Adda, Ferdinando (1650–1719), italienischer römisch-katholischer Bischof und Kardinal
- D’Adda, Isabella († 1658), lombardische Adlige
- Dadda, Luigi (1923–2012), italienischer Computerpionier
- D’Adda, Roberta (* 1981), italienische Fußballspielerin
- Daddach, Mohammed (* 1957), politischer Aktivist und ehemaliger politischer Gefangener der Sahahra
- Daddario, Alexandra (* 1986), US-amerikanische SchauspielerinAlexandra Daddario (* 1986)

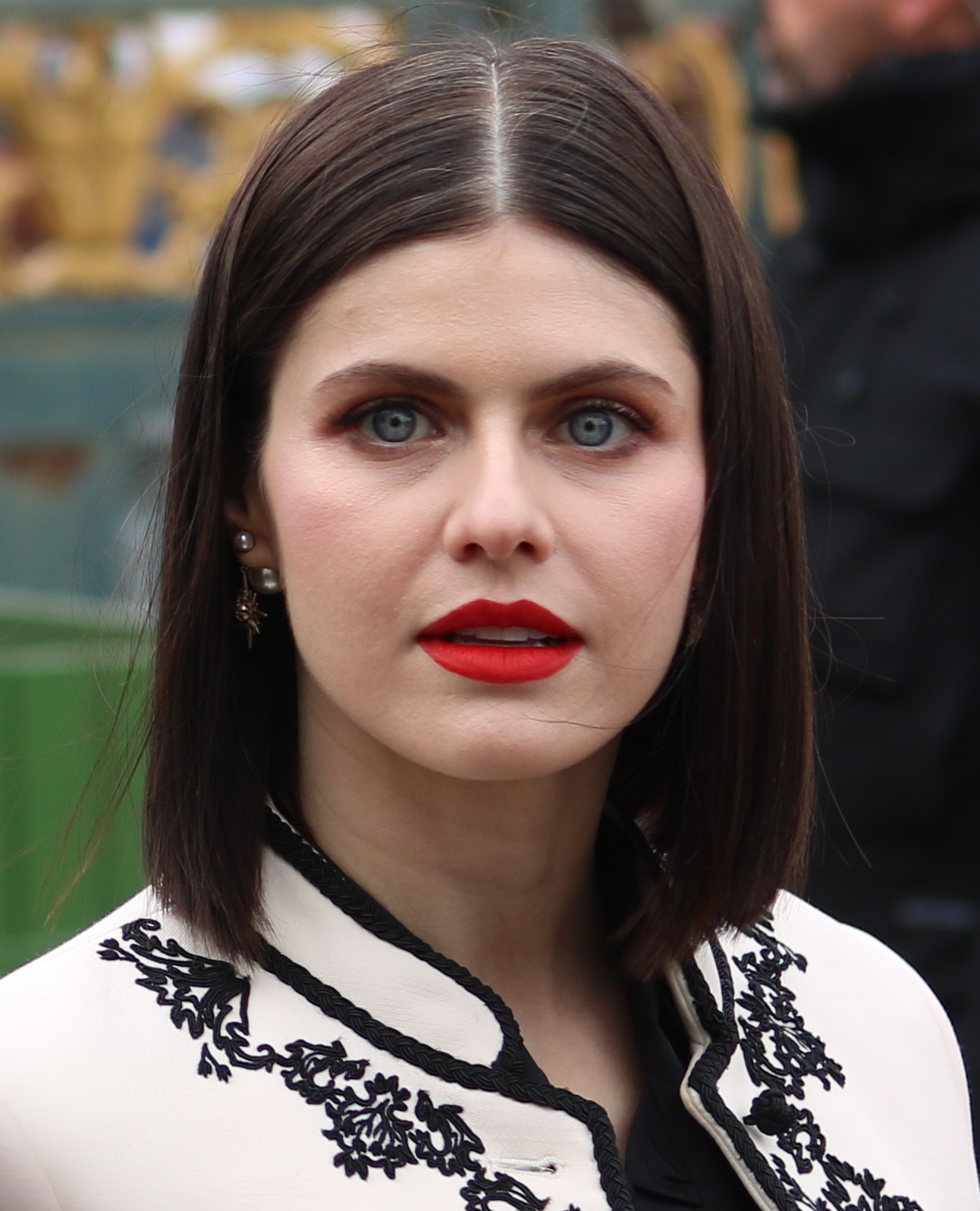
Alexandra Daddario (* 1986)

- Daddario, Emilio Q. (1918–2010), US-amerikanischer Politiker
- Daddario, Matthew (* 1987), US-amerikanischer Schauspieler
- D’Addario, Ray (1920–2011), amerikanischer Fotograf
- Daddi, Bernardo, italienischer Maler und ein Schüler Giottos
- Daddi, Francesco (1864–1945), italienischer Opernsänger (Tenor)
- Daddo, Cameron (* 1965), australischer Schauspieler und Musiker
- Daddy Yankee (* 1976), puerto-ricanischer Reggaeton-MusikerDaddy Yankee (* 1976)

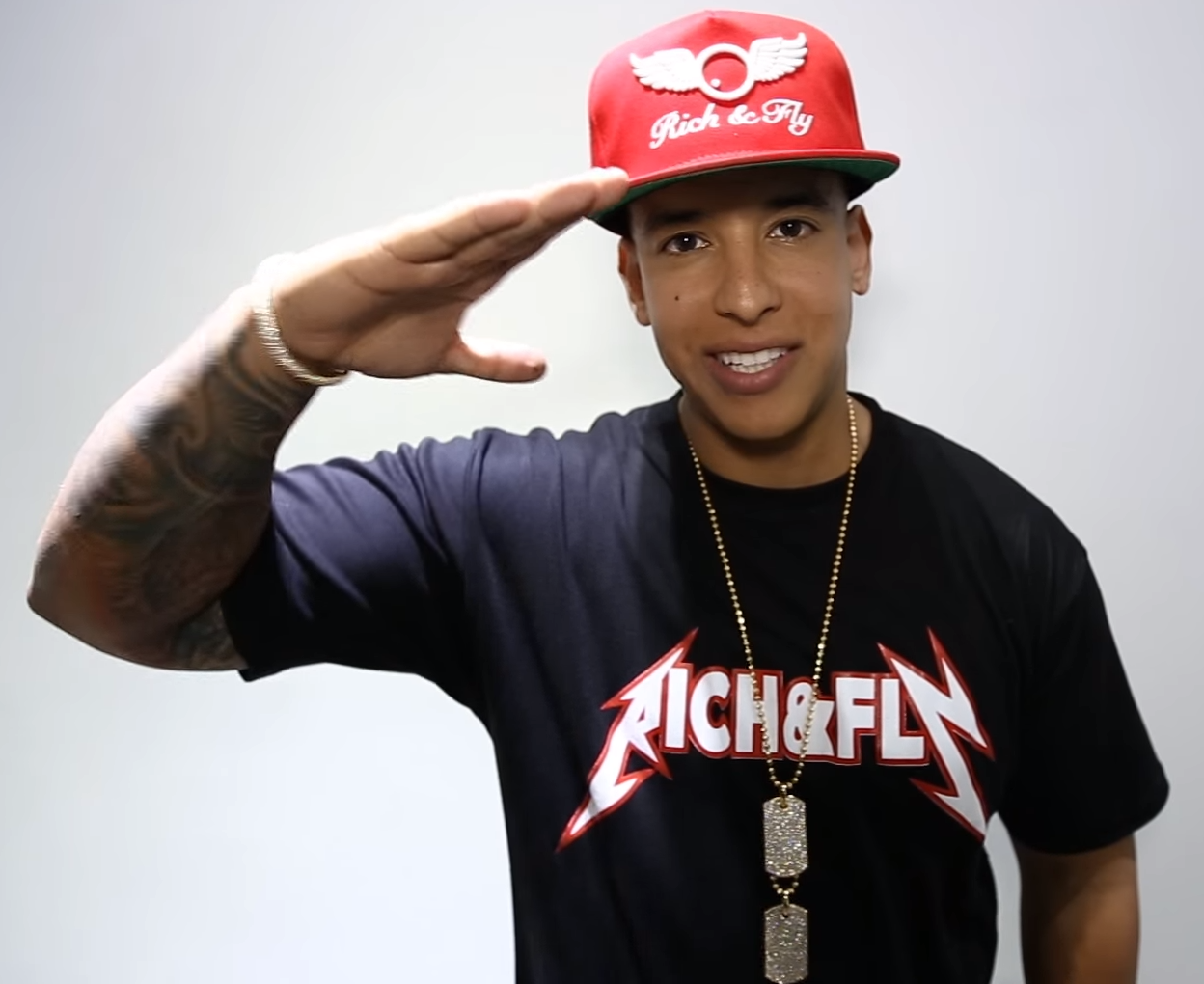
Daddy Yankee (* 1976)

### Dade
- Dade, Arta (* 1953), albanische Politikerin
- Dade, Harold (1923–1962), US-amerikanischer Boxer im Bantamgewicht
- Dade, Heinrich (1866–1923), deutscher Agrarökonom
- Dade, Peter (* 1933), deutscher Brigadegeneral der Reserve und Leiter der Feldpost der Bundeswehr
- Dade, Stephen (1909–1975), britischer Kameramann
- Dadelsen, Anne de (* 1944), französisch-schweizerische Pianistin
- Dadelsen, Dorothee von (1920–2016), deutsche Journalistin
- Dadelsen, Georg von (1918–2007), deutscher Musikwissenschaftler
- Dadelsen, Hans-Christian von (* 1948), deutscher Komponist und Musikschriftsteller
- Dadelsen, Jean-Paul de (1913–1957), französischer Journalist, Lyriker und Übersetzer

### Dadf
- Dadfar Spanta, Rangin (* 1953), deutsch-afghanischer Politikwissenschaftler und ehemaliger Außenminister von Afghanistan

### Dadg
- Dadgostar, Nooshi (* 1985), schwedische Politikerin der linken Partei Vänsterpartiet

### Dadi
- Daði Freyr (* 1992), isländischer Electro-Musiker und Sänger
- Daði Heimisson (* 1983), isländischer Eishockeyspieler
- Daði Már Kristófersson (* 1971), isländischer Politiker
- Dadi, Eugène (* 1973), ivorischer Fußballspieler
- Dadi, Marcel (1951–1996), französischer GitarristMarcel Dadi (1951–1996)

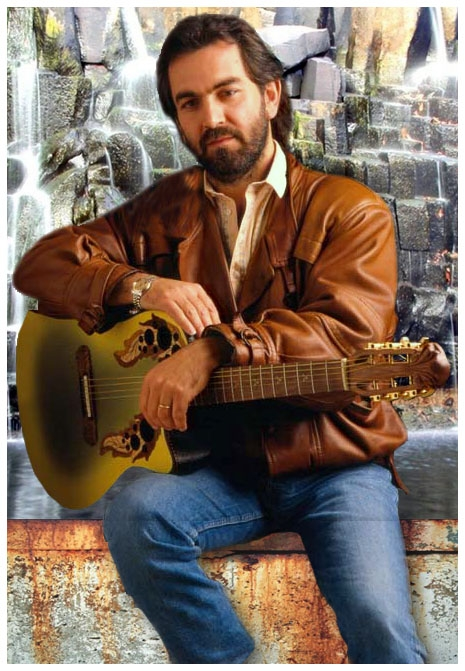
Marcel Dadi (1951–1996)

- Dadia, Or (* 1997), israelischer Fußballspieler
- Dadiani, Andria (1850–1910), georgischer Schachspieler und Prinz von Mingrelien
- Dadiani, Ekaterine (1816–1882), georgische Hochadelige und Regentin des Fürstentums Mingrelien
- Dadić, Edi (* 1993), kroatischer Skilangläufer
- Dadic, Ivona (* 1993), österreichische Leichtathletin
- Dadichi, Carolus Rali († 1734), syrischer Orientalist und Dolmetscher
- Dadié, Bernard Binlin (1916–2019), ivorischer französischsprachiger Schriftsteller und Kulturschaffender
- Dadiet, Marie-Daniel (1952–2023), ivorischer Geistlicher, römisch-katholischer Erzbischof von Korhogo
- Dadiet, Pacôme (* 2005), französisch-ivorischer Basketballspieler
- Dadieu, Armin (1901–1978), österreichischer Chemiker und Raketenexperte
- Dadin, Ildar Ildussowitsch (1982–2024), russischer Aktivist

### Dadj
- Dadjo, Kléber (1914–1979), togolesischer Staatschef (1967)
- Dadju (* 1991), französischer Rapper

### Dadl
- Dadler, Sebastian (1586–1657), deutscher Goldschmied und Medailleur
- Dadlez, Paweł (1904–1940), polnischer Maler, Grafiker und Hochschullehrer

### Dadn
- Dadnadji, Djimrangar (1954–2019), tschadischer Politiker

### Dado
- Dado, Firehiwot (* 1984), äthiopische Marathonläuferin
- Dadomo, Claudio (* 1982), uruguayischer Fußballspieler
- Dadone, Fabiana (* 1984), italienische Politikerin (M5S)
- Dadonow, Jewgeni Anatoljewitsch (* 1989), russischer Eishockeyspieler
- Dadoo, Yusuf (1909–1983), südafrikanischer Politiker
- Dados, Robert (1977–2004), polnischer Speedwayfahrer

### Dadr
- Dadres, Sana, iranische Kugelstoßerin
- Dadrian, Vahakn N. (1926–2019), armenischer Soziologe

### Dadu
- Dadu, Serghei (* 1981), moldauischer Fußballspieler
- Daduḫepa, hethitische Großkönigin
- Dadullah, Mansur († 2015), afghanischer Rebellenführer der Taliban
- Dadunaschwili, Otar (1928–1992), sowjetischer Radrennfahrer
- Dāduša, König von Ešnunna

### Dadv
- Dadvar, Darya (* 1971), iranische Sopranistin

### Dadz
- Dadzie, Elizabeth (* 1993), ghanaische Leichtathletin
- Dadzie, James (* 2001), ghanaischer Sprinter
- Dadzie, Kenneth (1930–1995), ghanaischer Diplomat